# Kerkje van Harkema

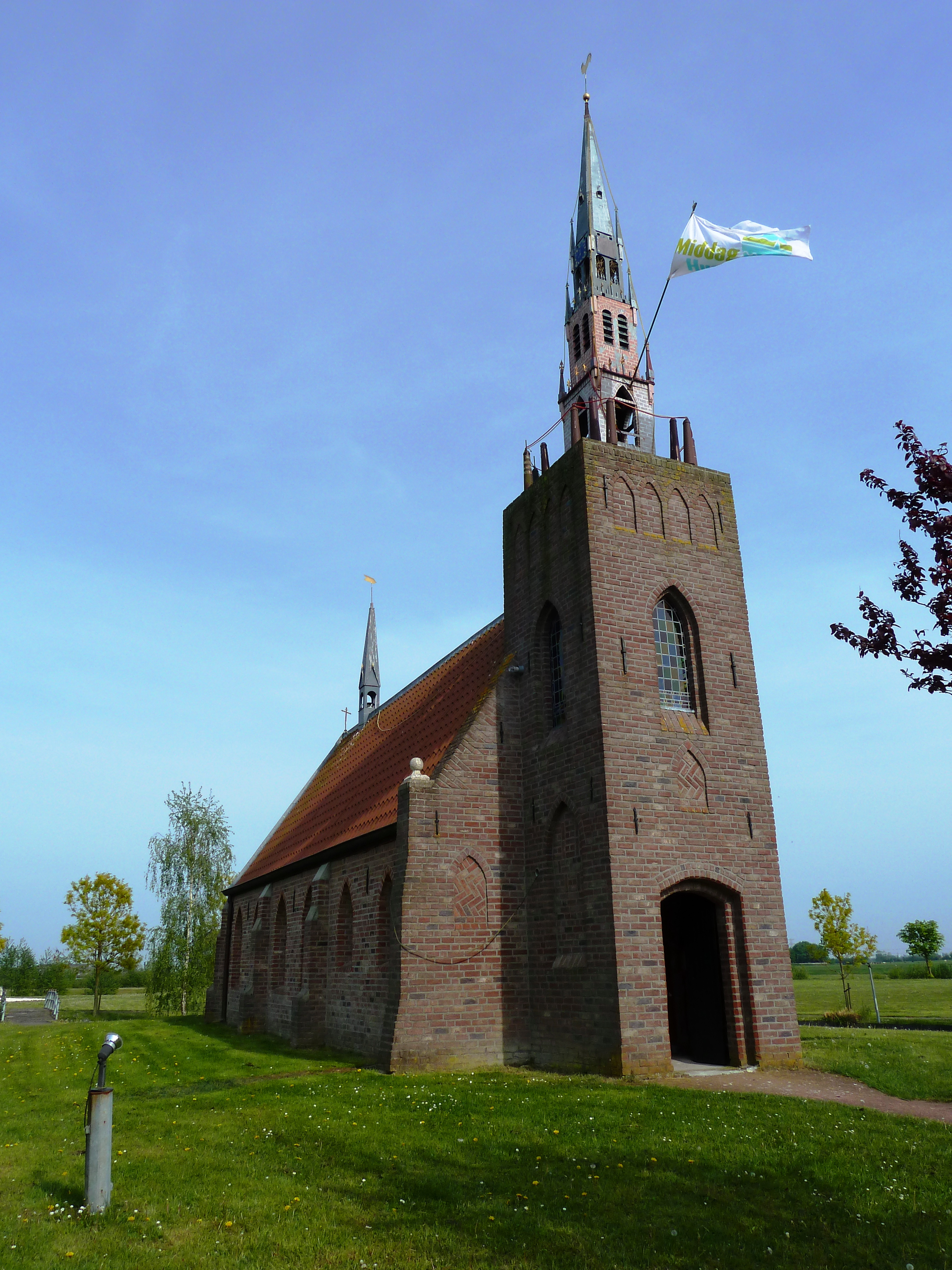
Vooraanzicht van het kerkje.

Het kerkje van Harkema is een miniatuurkerk midden in het Groningse land, in de driehoek van Aduard, Den Ham en Fransum. Het is gelegen in het Nationaal Landschap Middag-Humsterland.

## Bouw en beschrijving
Het kerkje is in de late twintigste eeuw gebouwd door wijlen boer Albert Harkema en vrijwilligers, van ongeveer 1985 tot 1998. De naburige boerderij staat op een plek waar in het verleden een boerderij heeft gestaan die van het klooster van Aduard was. Naar eigen zeggen heeft dat Harkema mede geïnspireerd om in zijn vrije tijd eerst de gracht om zijn boerderij uit te diepen en te vergroten (een karwei dat hem ruim 30 jaar kostte), vervolgens een miniatuur te maken van een kop-hals-rompboerderij en ten slotte zijn levenswerk te maken: een kerkje, compleet met orgel (uit IJhorst), preekstoel, kerkbanken, Mariabeelden en ander toebehoren.
Aanvankelijk wilde Harkema alleen een toren bouwen (voor de duiven), vervolgens leek hem een kapelletje ook wel mooi, maar uiteindelijk besloot hij tot de bouw van het kerkje.  De 12.000 benodigde stenen liet hij overkomen uit België. Later bouwde hij er ook nog een theehuis bij, in de stijl van de kloosterkerk van Aduard. Dit alles overigens zonder vergunningen en ook na een opgelegde bouwstop.
Rondom het kerkje en het theehuis bevindt zich een gracht met verschillende bruggen, zoals een ophaalbrug, stenen boogbrug en een draaibrug. In een grote vijver staat onder andere een miniatuurvuurtoren. Ook is er een (dito) vrijheidsbeeld.

## Trekpleister en sluiting
Het kerkje werd langzamerhand een toeristische trekpleister, met op den duur enkele tienduizenden dagrecreanten per jaar (niet op de laatste plaats door Harkema's eigen aanwezigheid; hij was een enthousiast verteller). Daarop besloot de Gemeente Zuidhorn om Harkema in een nieuw bestemmingsplan meer mogelijkheden te geven (door het te bestempelen als recreatieve functie) en om de toegangsweg (een betonnen landweg) te verbreden.
Na het overlijden van zijn vrouw, gevolgd door ziekte van Albert Harkema en zijn overlijden in 2011, werden de boerderij, het kerkje en het theehuis verkocht aan de familie Ykema. Daarna werden het kerkje en het theehuis jarenlang geëxploiteerd. Na een sluiting in 2019 kwamen er in 2022 nieuwe eigenaren (het echtpaar Kalfsterman), waarna de trekpleister opnieuw vrij lang gesloten was vanwege een vergunningstraject bij de gemeente en vleermuizen in de boerderij.

## Nieuwe ontwikkelingen
Anno 2025 heeft het kerkje (met alle andere bezienswaardigheden) de nieuwe naam Harkema Hoeve gekregen en worden de boerderij, het theehuis en het kerkje gerenoveerd. Ook is het de bedoeling dat er een kleine camping en chalets bij het terrein komen. Naar verwachting is het geheel in 2026 weer geopend voor publiek.

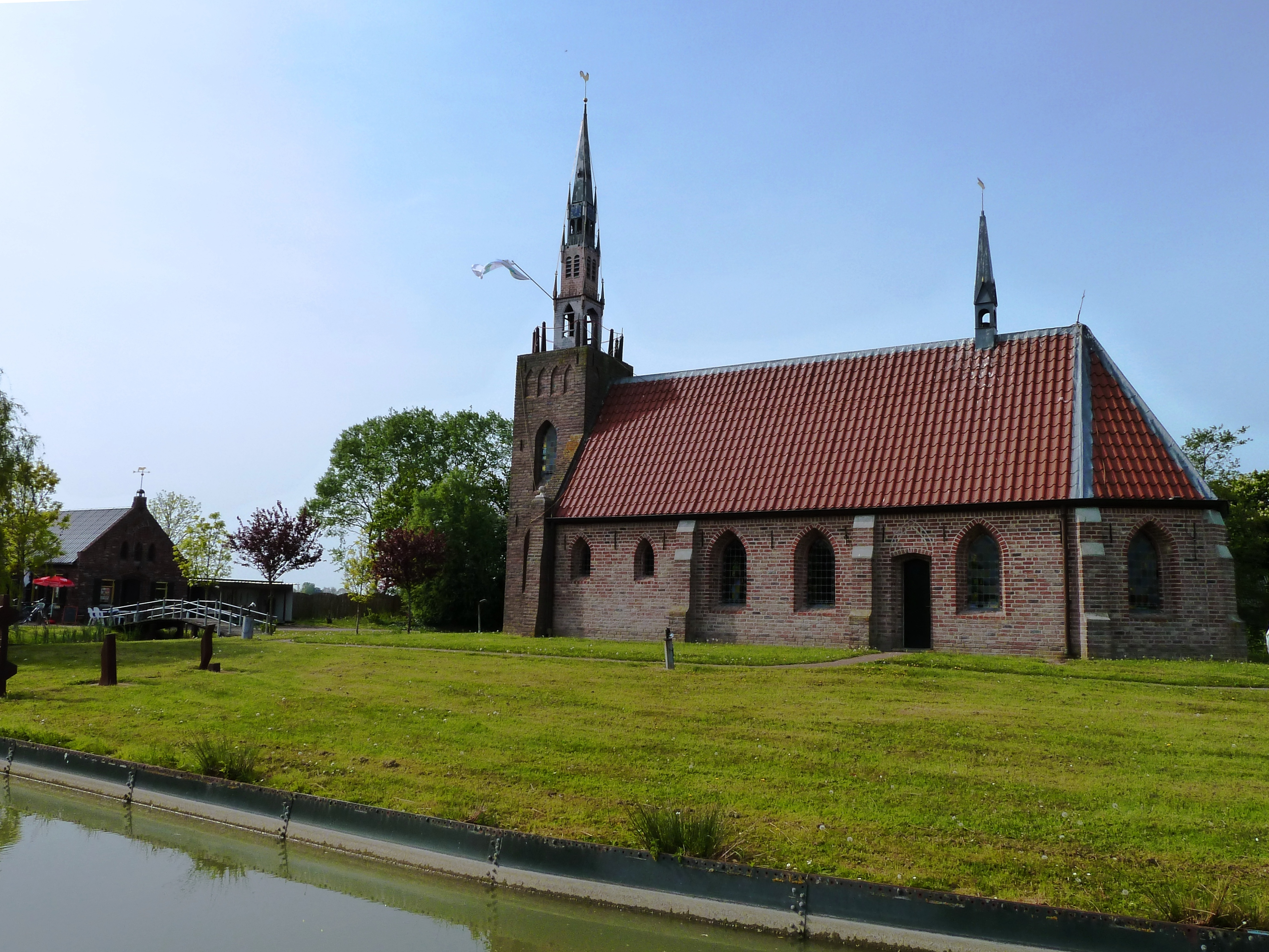
Zijaanzicht met links het theehuis.
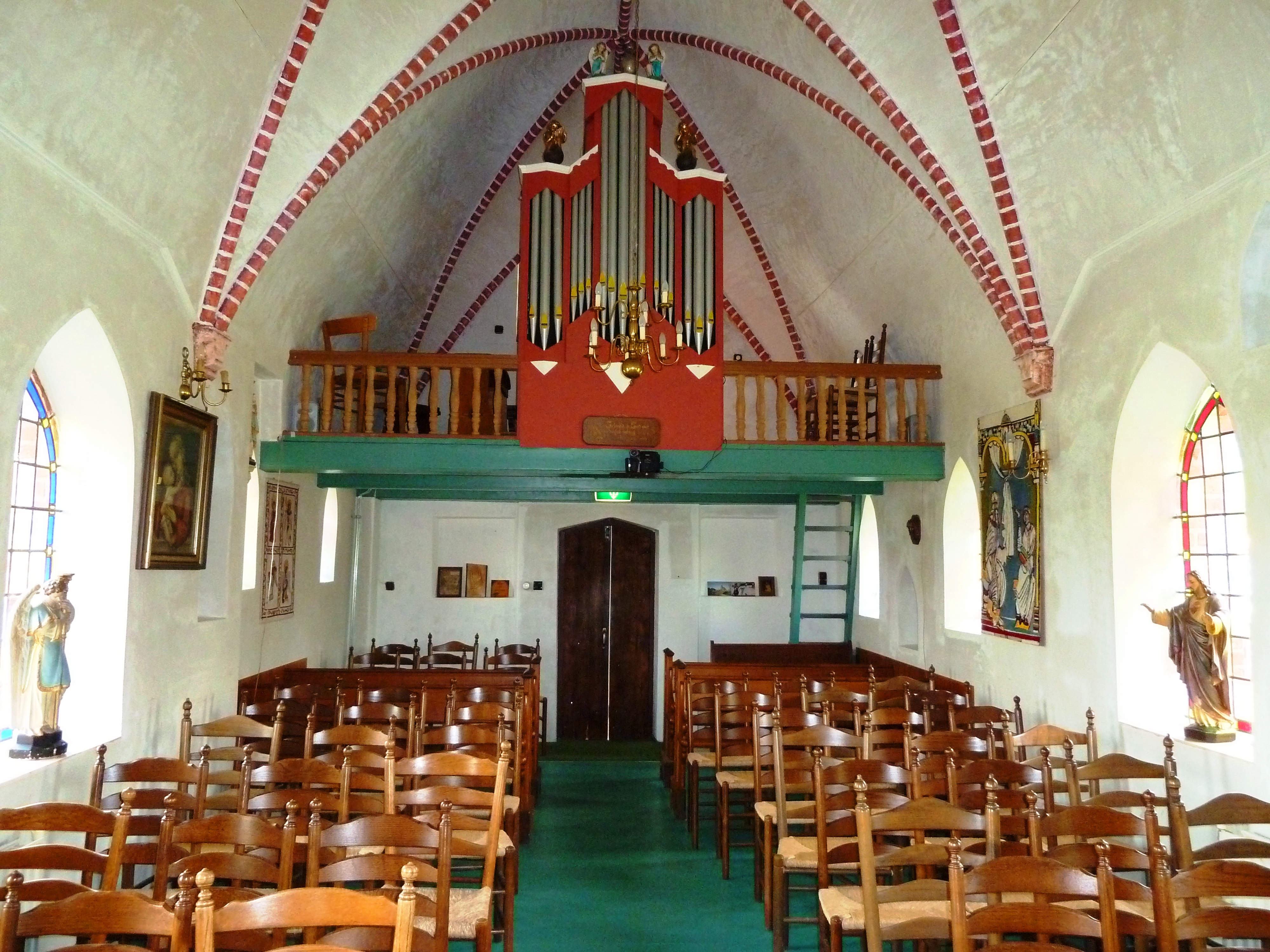
Interieur richting het orgel...
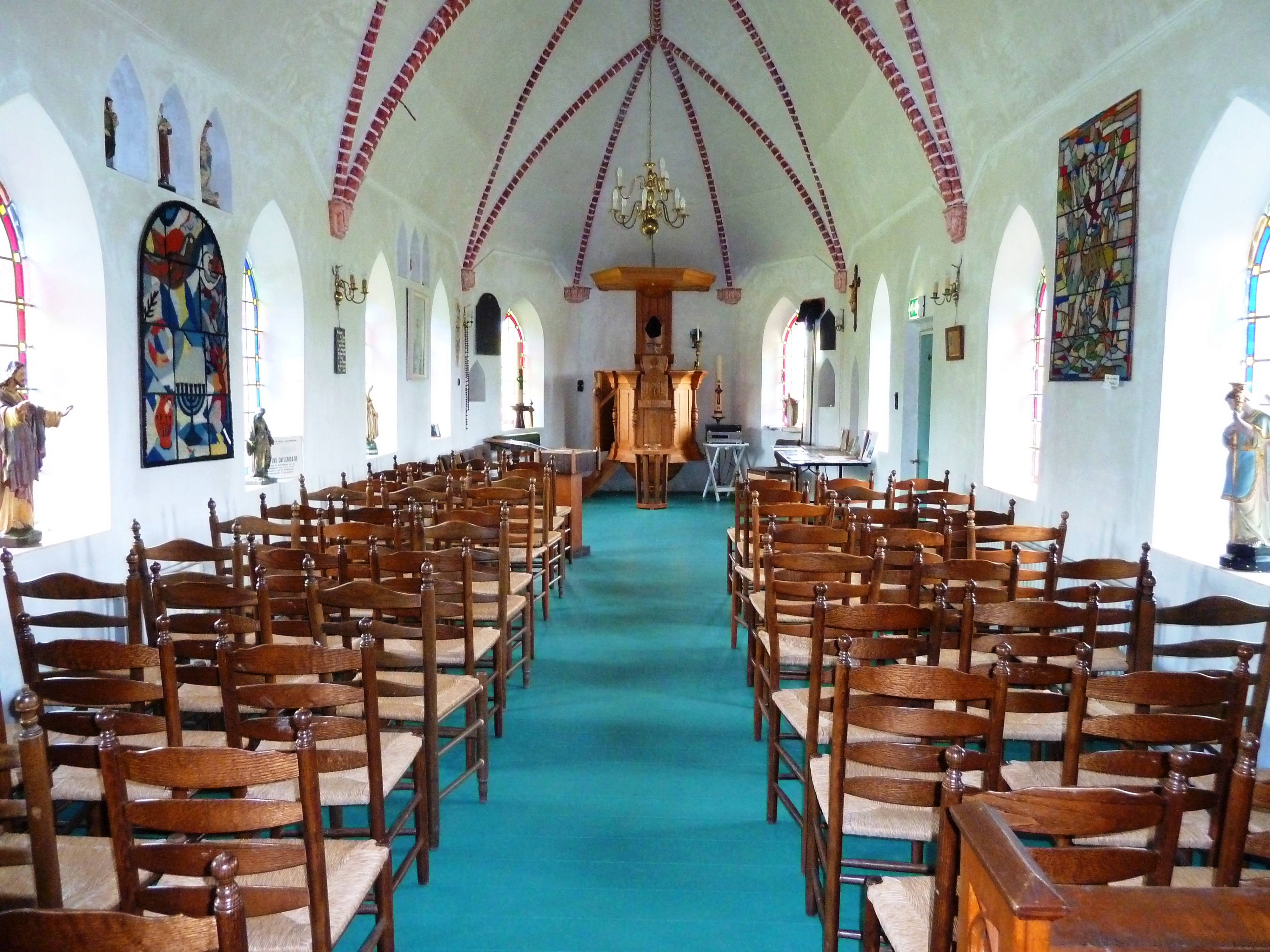
... en in de richting van de preekstoel.
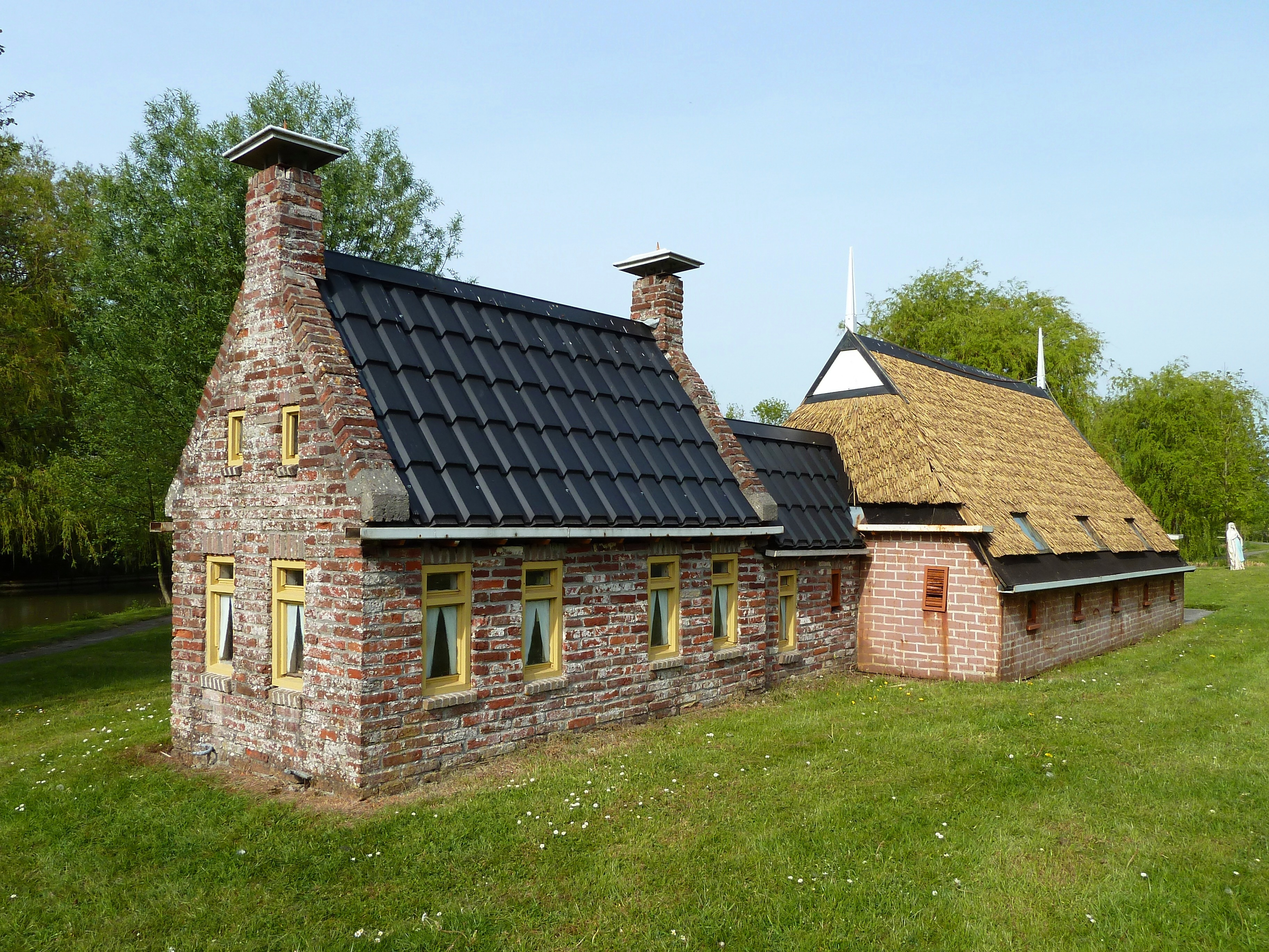
Miniatuur kop-hals-rompboerderij.
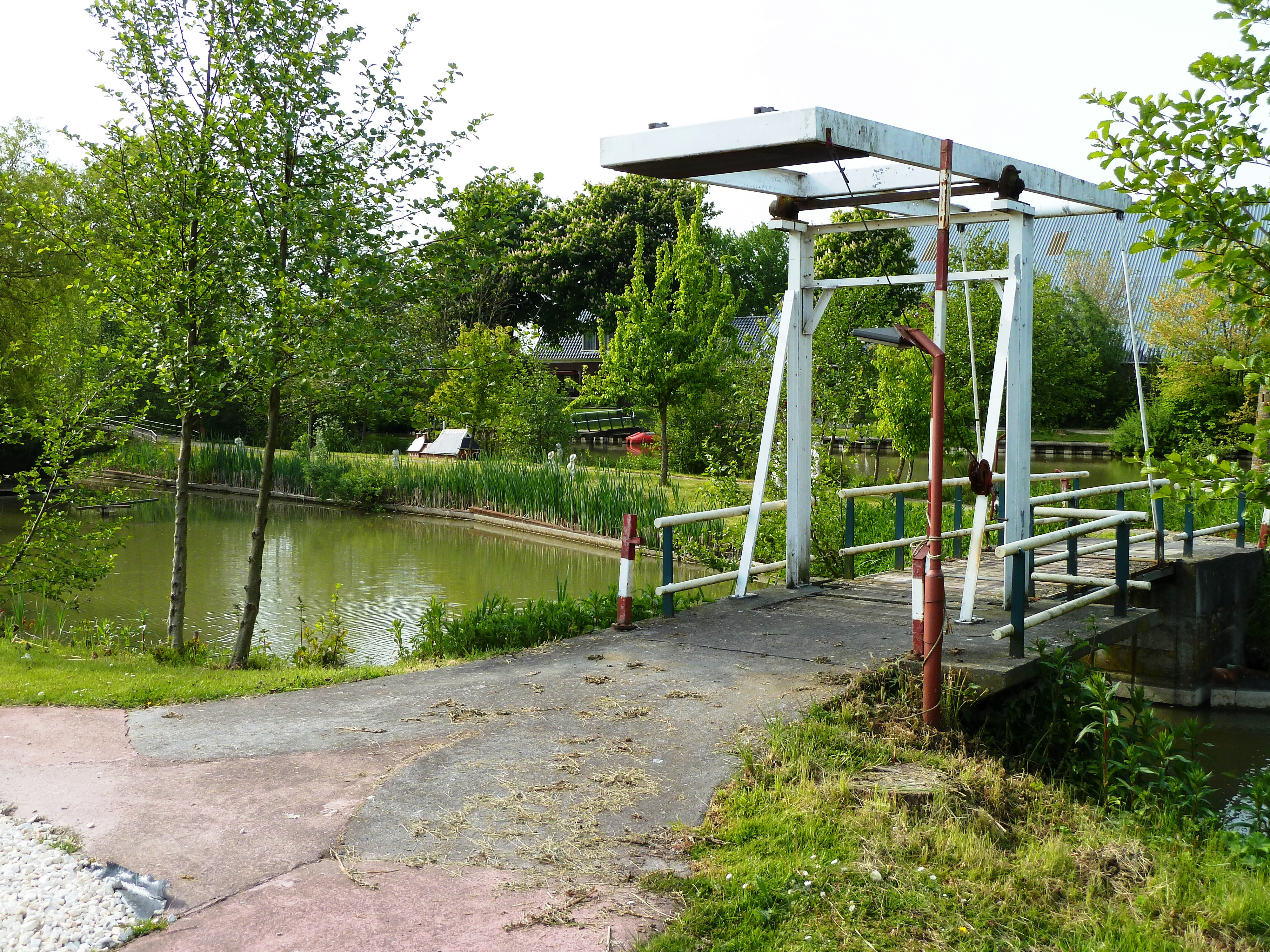
Ophaalbrug met op de achtergrond de boerderij.
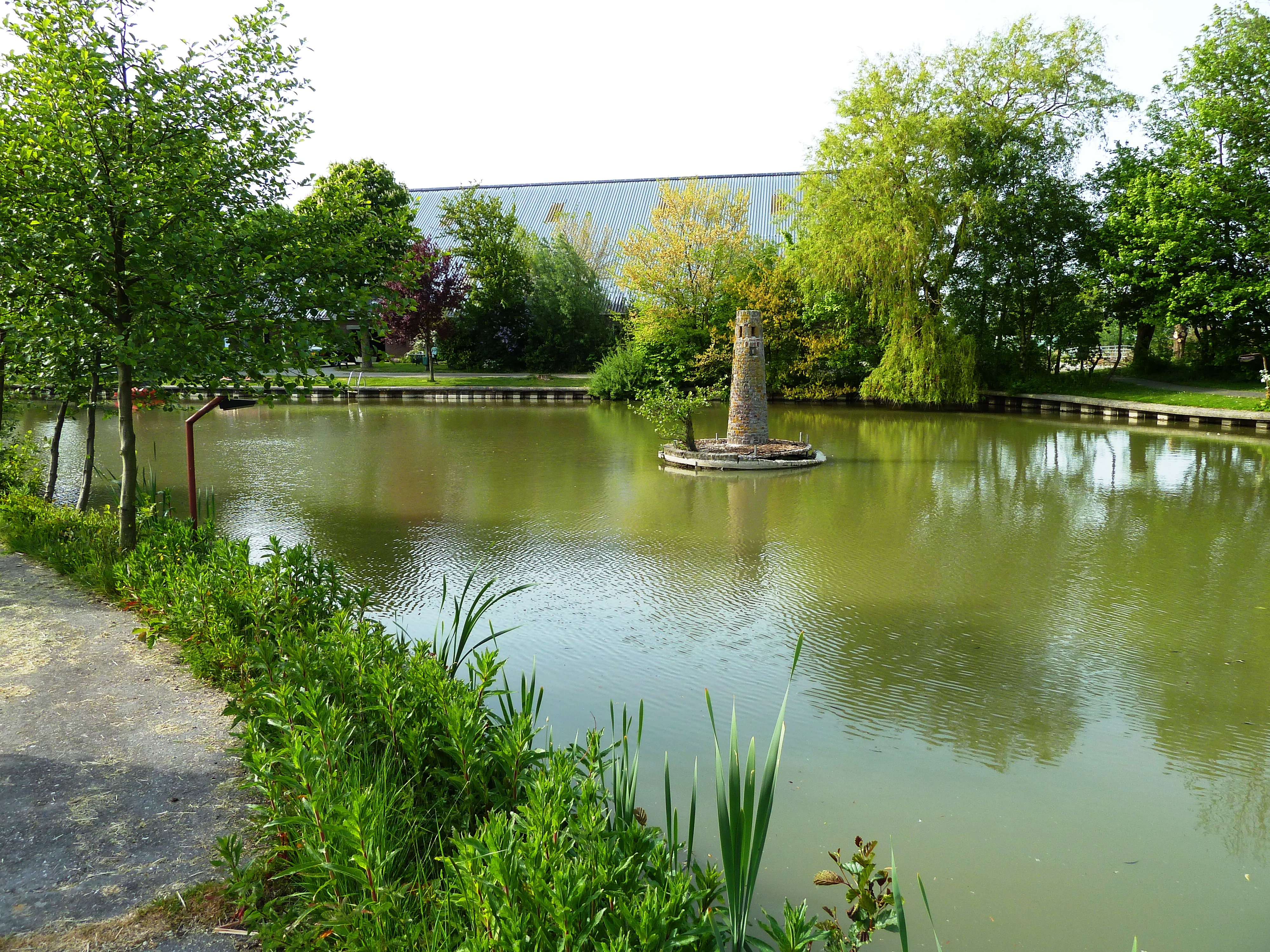
Gracht met een miniatuurvuurtoren.